# セルヒオ・サンチェス・サンチェス
セルヒオ・サンチェス・サンチェス（Sergio Sánchez Sánchez, 1977年4月21日 - ）は、スペイン出身の元サッカー選手、現サッカー指導者。ポジションはゴールキーパー。

## 経歴
1998-99シーズン、セグンダ・ディビシオンのスポルティング・ヒホンで26試合に出場した。2000年にはアトレティコ・マドリードに移籍し、出場は3試合のみだったが2001-02シーズンのプリメーラ・ディビシオン昇格を経験した。2002-03シーズンにはRCDエスパニョールにレンタル移籍し、プリメーラデビューした。2003-04シーズンはヘタフェCFにレンタル移籍し、21試合に出場してプリメーラ昇格を助けた。2007年にはスポルティング・ヒホンに復帰し、プリメーラに昇格した。2008-09シーズンは8試合に出場し、プリメーラでの自身最多出場記録に並んだ。

## 所属クラブ
- 1998-2000  スポルティング・デ・ヒホン
- 2000-2005  アトレティコ・マドリード
  - 2002-2003 → RCDエスパニョール (loan)
  - 2003-2005 → ヘタフェCF(loan)
- 2005-2006  エルクレスCF
- 2006-2007  ADOデン・ハーグ
- 2007-2009  スポルティング・デ・ヒホン